# Valentín Gómez
Diego Valentín Gómez (ur. 26 czerwca 2003 w San Miguel) – argentyński piłkarz pochodzenia hiszpańskiego występujący na pozycji środkowego obrońcy, od 2022 roku zawodnik Vélezu Sarsfield.